# Villa General Mitre
Villa General Mitre è un quartiere della capitale argentina Buenos Aires.

## Geografia
Confina con Villa Crespo e La Paternal a nord, Caballito ad est, Flores a sud e Villa Santa Rita e Villa del Parque ad ovest.

## Storia
In origine era incluso all'interno dei confini del limitrofo quartiere di Villa Santa Rita. Il 6 novembre 1908 fu dichiarato quartiere autonomo ed intitolato a Bartolomé Mitre, presidente dell'Argentina dal 1862 al 1868.

## Sport
Il quartiere è sede dello stadio Diego Armando Maradona, impianto dell'Argentinos Juniors.